# Чемпионат Туниса по футболу
CLP-1 или Чемпионат Профессиональной Лиги 1 (араб. الرابطة المحترفة الأولى لكرة القدم‎, фр. Championnat de la Ligue Professionnelle 1) — высшая футбольная лига в Тунисе под эгидой Тунисской федерации футбола. Первый турнир был проведен во время французского протектората в 1907 году. В тот период в турнире принимали участие тунисские команды с французскими символикой и менеджментом. В 1921 году была создана Лига Тунисской футбольной ассоциации, которая являлась филиалом Французской федерации футбола до провозглашения независимости в 1956 году. 
29 марта 1957 года была основана Тунисская федерация футбола, организующая футбольные турниры в стране. Чемпионат Туниса является профессиональной лигой с 1994 года, став первым профессиональным национальным чемпионатом в Африке и арабском мире. «Эсперанс» является самым титулованным клубом Туниса, имея 32 титула.
Клубы, занявшие первое и второе места по итогам сезона, автоматически квалифицируются в Лигу чемпионов КАФ, а третье место в Кубок Конфедерации КАФ вместе с обладателем Кубка Туниса. Тунисская профессиональная лига 1 занимает первое место в арабских и африканских странах и 15-е в мире, согласно рейтингу Международной федерации футбольной истории и статистики за 2019 год.

## История
В Тунисе футбол появился в 1904 году, в тот момент, когда в стране образовалась первая футбольная команда «Racing Club de Tunis». Со временем стали появляться и другие клубы в Тунисе и Бизерте. Правительство стало проявлять интерес к зарождавшемуся в стране виду спорта. Под эгидой Союза французских обществ спортивной атлетики был создан комитет, отвечающий за управление всеми видами спорта в Тунисе.
В 1910 году был организован чемпионат, в котором приняли участие такие команды как «Racing Club de Tunis», «Sporting Club de Tunis», «Lycée Carnot de Tunis», «Colonial School of Agriculture», «Football Club of Tunis» и «Red Star Club de l'Ariana». Многие клубы оставались любительскими и проводили между собой товарищеские матчи. 

## Формат
В чемпионате участвуют 16 клубов, турнир проходит в 2 круга («дома» и «в гостях» с каждым из соперников). Два клуба, набравшие меньшее количество очков по результатам чемпионата, выбывают в CLP-2. Сезон проходит по системе «осень-весна». Помимо этого проходят 2 кубка — Кубок Президента и Кубок Лиги

## Участники Лиги на сезон 2024/25
| Клуб             | Город              | Стадион               | Вместимость |
| ---------------- | ------------------ | --------------------- | ----------- |
| Бен-Гардан       | Бен-Гардан         | 7 марта               | 6500        |
| Бизертен         | Бизерта            | 15 октября            | 16000       |
| Габес            | Габес              | Муниципальный стадион | 15000       |
| Гафса            | Гафса              | Олимпийский стадион   | 7000        |
| Джарджис         | Джарджис           | Абдессалам Казуз      | 10000       |
| Клуб Африкен     | Тунис              | Хаммади Агреби        | 65000       |
| Метлауи          | Метлауи            | Муниципальный стадион | 4000        |
| Монастир         | Монастир           | Мустафа Бен Дженат    | 15000       |
| Олимпик Беджа    | Беджа              | Бужемаа Кмити         | 8000        |
| Омрана           | Тунис (Эль-Омрана) | Тайиб Бен Аммар       | 2000        |
| Солиман          | Солиман            | Муниципальный стадион | 2000        |
| Стад Тюнизьен    | Тунис (Бардо)      | Хеди Эннейфер         | 11000       |
| Сфаксьен         | Сфакс              | Тайеб Мехири          | 18000       |
| Татавин          | Фум-Татахвим       | Неджиб Хаттаб         | 5000        |
| Эсперанс         | Тунис              | Хаммади Агреби        | 65000       |
| Этуаль дю Сахель | Сус                | Олимпийский стадион   | 28000       |

## Чемпионы

### До обретения независимости (1921—1955)
- 1921/22: Расинг (Тунис)
- 1922/23: Стад Голуа (Тунис)
- 1923/24: Стад Голуа (Тунис)
- 1924/25: Расинг (Тунис)
- 1925/26: Спортинг (Тунис)
- 1926/27: Стад Голуа (Тунис)
- 1927/28: Спортинг (Тунис)
- 1928/29: Авангард (Тунис)
- 1929/30: Тунисьен (Тунис)
- 1930/31: Тунисьен (Тунис)
- 1931/32: Италия (Тунис)
- 1932/33: Тунисьен (Тунис)
- 1933/34: Сфакс Рэйлуейс (Сфакс)
- 1934/35: Италия (Тунис)
- 1935/36: Италия (Тунис)
- 1936/37: Италия (Тунис)
- 1937/38: Савуа де ля Гулет (Тунис)
- 1938/39: Габесьен (Габес)
- 1939/40: не проводился
- 1940/41: не проводился
- 1941/42: Эсперанс (Тунис)
- 1942/43: не проводился
- 1943/44: не проводился
- 1944/45: Бизертен (Бизерта)
- 1945/46: Бизертен (Бизерта)
- 1946/47: Клуб Африкен (Тунис)
- 1947/48: Клуб Африкен (Тунис)
- 1948/49: Бизертен (Бизерта)
- 1949/50: Этуаль дю Сахель (Сус)
- 1950/51: Хаммам-Лиф
- 1951/52: не проводился
- 1952/53: Сфакс Рэйлуейс (Сфакс)
- 1953/54: Хаммам-Лиф
- 1954/55: Хаммам-Лиф

### После обретения независимости (1956—н.в.)
- 1955/56: Хаммам-Лиф
- 1956/57: Стад Тунизьен (Тунис)
- 1957/58: Этуаль дю Сахель (Сус)
- 1958/59: Эсперанс (Тунис)
- 1959/60: Эсперанс (Тунис)
- 1960/61: Стад Тунизьен (Тунис)
- 1961/62: Стад Тунизьен (Тунис)
- 1962/63: Этуаль дю Сахель (Сус)
- 1963/64: Клуб Африкен (Тунис)
- 1964/65: Стад Тунизьен (Тунис)
- 1965/66: Этуаль дю Сахель (Сус)
- 1966/67: Клуб Африкен (Тунис)
- 1967/68: Сфакс Рэйлуэйс (Сфакс)
- 1968/69: Сфаксьен (Сфакс)
- 1969/70: Эсперанс (Тунис)
- 1970/71: Сфаксьен (Сфакс)
- 1971/72: Этуаль дю Сахель (Сус)
- 1972/73: Клуб Африкен (Тунис)
- 1973/74: Клуб Африкен (Тунис)
- 1974/75: Эсперанс (Тунис)
- 1975/76: Эсперанс (Тунис)
- 1976/77: Кайруан (Кайруан)
- 1977/78: Сфаксьен (Сфакс)
- 1978/79: Клуб Африкен (Тунис)
- 1979/80: Клуб Африкен (Тунис)
- 1980/81: Сфаксьен (Сфакс)
- 1981/82: Эсперанс (Тунис)
- 1982/83: Сфаксьен (Сфакс)
- 1983/84: Бизертен (Бизерта)
- 1984/85: Эсперанс (Тунис)
- 1985/86: Этуаль дю Сахель (Сус)
- 1986/87: Этуаль дю Сахель (Сус)
- 1987/88: Эсперанс (Тунис)
- 1988/89: Эсперанс (Тунис)
- 1989/90: Клуб Африкен (Тунис)
- 1990/91: Эсперанс (Тунис)
- 1991/92: Клуб Африкен (Тунис)
- 1992/93: Эсперанс (Тунис)
- 1993/94: Эсперанс (Тунис)
- 1994/95: Сфаксьен (Сфакс)
- 1995/96: Клуб Африкен (Тунис)
- 1996/97: Этуаль дю Сахель (Сус)
- 1997/98: Эсперанс (Тунис)
- 1998/99: Эсперанс (Тунис)
- 1999/00: Эсперанс (Тунис)
- 2000/01: Эсперанс (Тунис)
- 2001/02: Эсперанс (Тунис)
- 2002/03: Эсперанс (Тунис)
- 2003/04: Эсперанс (Тунис)
- 2004/05: Сфаксьен (Сфакс)
- 2005/06: Эсперанс (Тунис)
- 2006/07: Этуаль дю Сахель (Сус)
- 2007/08: Клуб Африкен (Тунис)
- 2008/09: Эсперанс (Тунис)
- 2009/10: Эсперанс (Тунис)
- 2010/11: Эсперанс (Тунис)
- 2011/12: Эсперанс (Тунис)
- 2012/13: Сфаксьен (Сфакс)
- 2013/14: Эсперанс (Тунис)
- 2014/15: Клуб Африкен (Тунис)
- 2015/16: Этуаль дю Сахель (Сус)
- 2016/17: Эсперанс (Тунис)
- 2017/18: Эсперанс (Тунис)
- 2018/19: Эсперанс (Тунис)
- 2019/20: Эсперанс (Тунис)
- 2020/21: Эсперанс (Тунис)
- 2021/22: Эсперанс (Тунис)
- 2022/23: Этуаль дю Сахель (Сус)
- 2023/24: Эсперанс (Тунис)
- 2024/25: Эсперанс (Тунис)

### Суммарная таблица
| Клуб              | Чемпионства (с 1921) | Чемпионства (с 1956) |
| ----------------- | -------------------- | -------------------- |
| Эсперанс          | 24                   | 23                   |
| Клуб Африкэн      | 12                   | 10                   |
| Этуаль дю Сахель  | 9                    | 8                    |
| Сфаксьен          | 7                    | 7                    |
| Стад Тунизьен     | 4                    | 4                    |
| Бизертен          | 4                    | 1                    |
| Хаммам-Лиф        | 4                    | 1                    |
| Италия            | 4                    | 0                    |
| Сфакс Рейлуэйс    | 3                    | 1                    |
| Тунизьен          | 3                    | 0                    |
| Стад Голуас       | 3                    | 0                    |
| Расинг            | 2                    | 0                    |
| Спортинг          | 2                    | 0                    |
| Кайруан           | 1                    | 1                    |
| Савуа де ля Гулет | 1                    | 0                    |
| Габезьен          | 1                    | 0                    |
| Авангард          | 1                    | 0                    |